# 威爾明頓鎮區 (印地安納州迪卡爾布縣)
威爾明頓鎮區（英語：Wilmington Township）是位於美國印地安納州迪卡爾布縣的一個行政鎮區。

## 地方資料
根據2010年美國人口普查的數據，威爾明頓鎮區的面積為93.20平方千米，當中陸地面積為93.20平方千米，而水域面積為0.00平方千米。當地共有人口4128人，而人口密度為每平方千米44.29人。